# Hongxi
Hongxi (Xinès 洪 熙) (1378-1426) va ser el quart emperador de la dinastia Ming a la Xina, i el seu regnat va ser el mes curt de la dinastia.

## Biografia
Zhu Gaochi (朱高熾) va néixer el 16 d'agost de 1378, fill gran de l'emperador Yongle, i de l'emperadriu Ren Xiaowen. Va escollir el nom de Hongxi per al seu mandat, i com a nom pòstum o de temple el de Renzong (仁宗).
Va ser educat per tutors seguidors de Confuci, i un cop va ocupar el poder va restituir els lletrats d'orientació confucionana que el seu pare havia eliminat dels càrrecs importants del govern, com el cas de Xia Yanji empresonat el 1421.
Va regnar només durant nou mesos des del 7 de setembre de 1424 fins al 29 de maig de 1425 degut a la seva mort prematura, probablement per un atac de cor.
Va tenir una esposa (l'emperadriu Zhang) i onze concubines, amb un total de deu fills set filles.
Malgrat la curta durada del seu regnat ha estat reconegut per les seves reformes i millores, amb unes polítiques liberals que van ser seguides pel seu fill. Va ser un governant preocupat pel benestar de la població, orientat a l'interès col·lectiu; en aquest sentit va fer reformes fiscals, va reduir la pressió fiscal als pagesos, va ordenar l'enviament del gra dels magatzems del govern central a les zones més deprimides, i va reformar l'administració pública.
Una de les seves decisions més importants va ser l'aturada de les expedicions marítimes que va impulsar el seu pare amb l'almirall Zheng He, que Hongxi considerava molt costoses i sense cap benefici per la població.
Abans de la seva mort va traslladar la capital de Nanjing a Pequín.
Va morir el 29 de maig de 1425 i està enterrat en una tomba del mausuleu de Xianling. El va sucseir el seu fill gran Zhu Zhanji, com a emperador Xuande.